# Livets Gøglespil
|  | Denne artikel er oprettet af botten PalnaBot ud fra en ekstern database. Den kan derfor have sproglige fejl eller mangler. Denne skabelon kan fjernes efter kontrol af indholdet. |

Livets Gøglespil er en film instrueret af Holger-Madsen.

## Medvirkende
- Gunnar Tolnæs – Erik Berndt, arkitekt
- Philip Bech – Baron Walden
- Erna Schøyen – Lydia, baron Waldens datter
- Robert Schmidt – Grev Herbert Rhena